# Docheon-myeon
Docheon-myeon (koreanska: 도천면)  är en socken i kommunen Changnyeong-gun i provinsen Södra Gyeongsang i den sydöstra delen av Sydkorea, 280 km sydost om huvudstaden Seoul. 